# Asperoteuthis
Asperoteuthis is een geslacht van inktvissen uit de  familie van de Chiroteuthidae.

## Soorten
- Asperoteuthis acanthoderma (Lu, 1977)
- Asperoteuthis lui Salcedo-Vargas, 1999
- Asperoteuthis mangoldae Young, Vecchione & Roper, 2007

### Synoniemen
- Asperoteuthis famelica (Berry, 1909) => Echinoteuthis famelica (Berry, 1909)
- Asperoteuthis nesisi Arkhipkin & Laptikhovsky, 2008 => Asperoteuthis lui Salcedo-Vargas, 1999